# شمس الزمان خان
شمس الزمان خان (29 ديسمبر 1940 - 14 أبريل 2021) أكاديمي وفلكلوري وكاتب بنغلاديشي. شغل منصب رئيس الأكاديمية البنغالية منذ يونيو 2020 حتى وفاته في أبريل 2021. كما شغل منصب المدير العام لـ الأكاديمية خلال 2009-2018. اشتهر بتحرير سلسلة كتب عن الثقافة الشعبية في 64 منطقة مختلفة في 64 مجلداً ومجموعات من سلسلة الفولكلور في 114 مجلداً. حصل على جائزة أكاديمية البنغالية الأدبية في عام 2001، وجائزة إكوشي باداك في عام 2009، وجائزة يوم الاستقلال في عام 2017 من قبل حكومة بنغلاديش.